# Хлорофос

Хлорофос

Хлорофо́с (дилокс, диптерекс, рицифон, тувон, трихлорофон, метрифонат (INN)) — O,O-диметил-(2, 2, 2-трихлор-1-оксиэтил)-фосфонат — инсектицид, необратимый блокатор холинэстеразы.
Благодаря антихолинэстеразным свойствам используется в качестве инсектицида — как препарат для борьбы с кожным оводом крупного рогатого скота, эффективен против мух, клопов, вредителей сельскохозяйственных растений, растворим в воде, малотоксичен для теплокровных.
Также использовался для лечения шистосомоза.
Хлорофос используют при чесотке для дезинфикации принадлежностей больного, верхней одежды, дорожки, ковров, мягких игрушек и мягких вещей, которые имели контакт с больным чесоткой — используют 1 % и 2 % хлорофос.
Хлорофос синтезируют конденсацией хлораля и диметилфосфита, под действием оснований отщепляет хлороводород, образуя дихлофос.